# HIGHWAY 25
『HIGHWAY 25』（ハイウェイ25）は1999年8月25日にリリースされた、甲斐よしひろの25th ANNIVERSARY CD-BOX。

## 概要
デビュー25周年を記念して発売された甲斐初の5枚組CD-BOX。甲斐バンド・KAI FIVE・ソロのオリジナル音源（Disc.1（M-2～）～Disc.3）全81曲を収録。未発表曲＆アウトテイクは27曲収録（Disc.1（M-1）・Disc.4～5）。Disc.1（M-1）は初期のプライベート録音。「ハートをRock」〔ライヴ〕CDシングル付。ミニ写真集封入。

## 収録曲

### Disc-1（M-2～既発テイク）
1. ポップコーンをほおばって　未発表ライヴ・バージョン
2. 裏切りの街角
3. かりそめのスウィング
4. ダニーボーイに耳をふさいで
5. テレフォン・ノイローゼ
6. 氷のくちびる
7. そばかすの天使
8. きんぽうげ
9. 恋のバカンス
10. LADY
11. ちんぴら
12. 翼あるもの
13. HERO（ヒーローになる時、それは今）
14. 感触（タッチ）
15. 安奈
16. ビューティフル・エネルギー
17. 漂泊者（アウトロー）
18. 天使（エンジェル）
19. 地下室のメロディー
20. 暁の終列車

### Disc-2（既発テイク）
1. 破れたハートを売り物に
2. ダイナマイトが150屯
3. 観覧車'82
4. 無法者の愛
5. BLUE LETTER
6. ナイト・ウェイブ
7. シーズン
8. フェアリー （完全犯罪）
9. 野獣
10. 冷血 （コールド・ブラッド）
11. ラヴ・マイナス・ゼロ
12. レイニー・ドライヴ
13. メガロポリス・ノクターン
14. 電光石火BABY
15. レイン
16. スロー・キス
17. あり、か

### Disc-3（既発テイク）
1. I.L.Y.V.M （アイ・ラヴ・ユー・ベリー・マッチ）
2. ミッドナイト・プラスワン
3. THANK YOU
4. スウィート・スムース・ステイトメント
5. 幻惑されて
6. ラブ・ジャック
7. 風の中の火のように
8. 嵐の明日
9. 激愛（パッション）
10. 渇いた街
11. 風吹く街角
12. レディ・イヴ
13. ティーンエイジ・ラスト
14. LOVE is No.1
15. 霧雨の舗道
16. Tonight I need your kiss

### Disc-4（別テイク・未発表音源）
1. バス通り （アナザー・テイク）
2. ポップコーンをほおばって （アナザー・ヴァージョン）
3. 男と女のいる舗道 （アナザー・アレンジ）
4. HERO （ヒーローになる時、それは今）（CMヴァージョン）
5. ビューティフル・エネルギー （KAIヴォーカル）
6. ダイヤル4を廻せ （KAIヴォーカル）
7. 安奈 （花園ラグビー場ライヴ・レゲェ・ヴァージョン）
8. Jasmine/ジャスミン （未発表曲）[3]
9. 時雨れて （未発表曲）
10. 破れたハートを売り物に （プライベートルーム・ヴァージョン）
11. 哀しみのイレーヌ （Instrumental）（未発表曲）
12. ナイト・ウェイブ （プライベートルーム・ヴァージョン）
13. レイン （デモ・ヴァージョン）
14. イエロー・キャブ （デモ・ヴァージョン）

### Disc-5（別テイク・未発表音源）
1. フェアリー （完全犯罪）（デモ・ヴァージョン）
2. 野獣 （ニール・ドーフスマン MIX）[4]
3. デッド・ライン （両国新国技館ライヴ）
4. Weekend Lullaby （アナザー・ヴァージョン）
5. モダン・ラヴ （ファルセット・ヴァージョン）
6. 電光石火BABY （ストレートライフ・ライヴ）
7. 不思議な夢 （KAI IN THE SKY MIX）
8. トランスレディー （ファースト・アレンジ・ヴァージョン）
9. 顔役 （未発表テイク）
10. 時の過ぎゆくままに （CMヴァージョン）
11. 嵐の明日 （アコースティック MIX）
12. 渇いた街 （デモ・ヴァージョン）
13. ジャックとジル （デモ・ヴァージョン）
14. ブルー・ローズ （未発表曲）

### ボーナスCDS（未発表音源）
1. ハートをRock（ライヴ・ヴァージョン）